# Sidhuvud

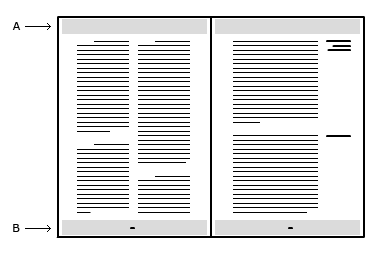
Sidhuvudet (A) kallas den översta delen av en sida.

Sidhuvudet benämns den översta delen av en bok- eller dokumentsida.
I sidhuvudet i boksidor skrivs normalt bokens titel eller namnet på det kapitel som sidans text är en del av.